# Gae Aulenti
Gae Aulenti, pseudonimo di Gaetana Emilia Aulenti (Palazzolo dello Stella, 4 dicembre 1927 – Milano, 31 ottobre 2012), è stata una designer e architetta italiana, particolarmente dedita al tema dell'allestimento e del restauro architettonico. Ha operato su numerose piazze.
Considerata tra i migliori architetti della sua generazione, ha lasciato un'impronta indelebile nella storia del design internazionale. Nel corso della sua lunga attività ha vinto numerosi premi, tra cui il prestigioso Premio Imperiale per l'architettura conferito dalla Japan Art Association di Tokyo.

## Biografia
Nata nel 1927 a Palazzolo dello Stella e figlia di Aldo Aulenti, di origini pugliesi, e Virginia Gioia, napoletana di origini calabresi., si laurea in architettura al Politecnico di Milano nel 1953, dove consegue anche l'abilitazione alla professione.
Gae Aulenti si forma come architetto nella Milano degli anni cinquanta, dove l'architettura italiana è impegnata nella ricerca storico-culturale di recupero dei valori architettonici del passato e dell'ambiente costruito esistente che confluirà nel movimento Neoliberty. Aulenti fa parte di questo filone, che dissente dal razionalismo.

## Attività professionale
Dal 1955 al 1965 fa parte della redazione di Casabella-Continuità sotto la direzione di Ernesto Nathan Rogers. Sul fronte universitario è assistente prima di Giuseppe Samonà (dal 1960 al 1962) presso la cattedra di Composizione Architettonica all'Istituto Universitario di Architettura di Venezia, e poco dopo (dal 1964 al 1969) dello stesso Ernesto Nathan Rogers presso la cattedra di Composizione Architettonica al Politecnico di Milano. In quel periodo conosce il giovane Renzo Piano, impegnato ad effettuare una ricerca per la cattedra di Rogers.

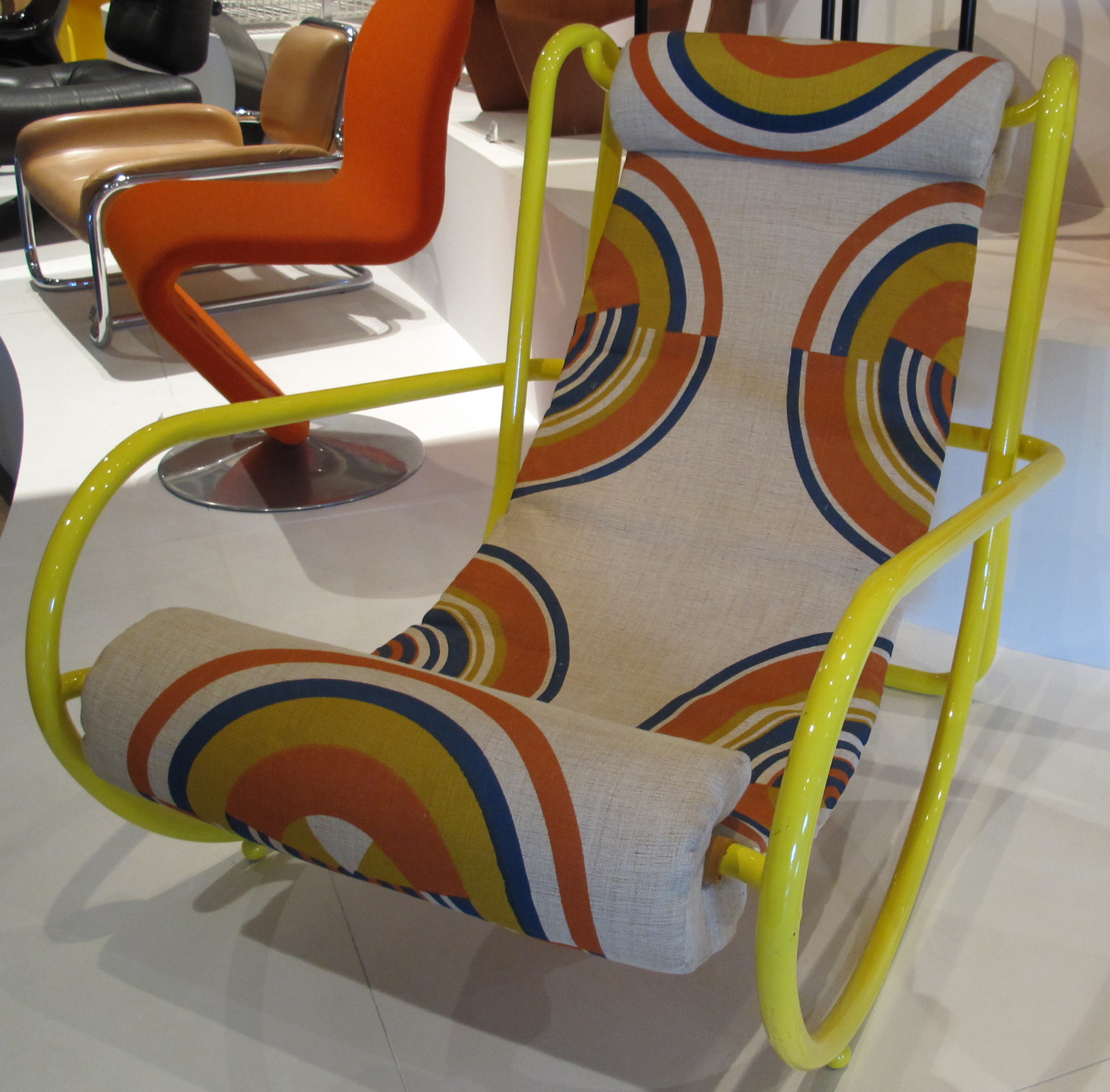
Sedia da giardino (1964)

Del 1965 è la sua celebre lampada da tavolo Pipistrello, disegnata come site specific per lo showroom di Olivetti che realizza contestualmente a Parigi. Poco dopo, per la stessa Olivetti disegnerà lo showroom di Buenos Aires. La collaborazione con la nota azienda produttrice di macchine per scrivere le dà una certa notorietà, tanto che poco dopo Gianni Agnelli la chiamerà per affidarle la ristrutturazione del suo appartamento milanese in zona Brera. Tra i due nasce un'amicizia che durerà per tutta la vita e per gli Agnelli Aulenti concepirà numerosi progetti.
Nel 1972 partecipa all'esposizione Italian: the new Domestic Landscape organizzata da Emilio Ambasz al MoMa insieme a numerosi altri designer e architetti emergenti, tra cui Marco Zanuso e Richard Sapper, Joe Colombo, Ettore Sottsass, Cesare Leonardi, Gaetano Pesce, Archizoom, Superstudio, Gruppo Strum e Gruppo 9999.
Di sé stessa usava dire di vedere la sua architettura in stretta relazione e in interconnessione con l'ambiente urbano esistente, che diviene quasi la sua forma generatrice, cercando, con questo, di trasferire nel suo spazio architettonico la molteplicità e l'intensità degli elementi, che vanno a definire l'universo urbano. Dal 1974 al 1979 è componente del Comitato direttivo della rivista Lotus International, poi fa esperienze artistiche e dal 1976 al 1978 collabora con Luca Ronconi a Prato al Laboratorio di Progettazione Teatrale.
Nel 1979 le viene affidata la direzione artistica della Fontana Arte, con cui aveva già collaborato in passato. Vengono prodotte lampade e oggetti d'arredo ancora oggi a catalogo, tra i quali la Lampada Giova (1964), Tavolo con ruote (1980) esposto al Museum of Modern Art e Tavolo Tour (1993). Tra i collaboratori di maggior rilievo compaiono Piero Castiglioni, Pierluigi Cerri, Daniela Puppa e Franco Raggi.
Nel 2007 progetta la ristrutturazione di Piazza Mario Pagano a Potenza, ristrutturazione che viene completata nel 2012. L'architetto Gae Aulenti muore poco dopo, questa è quindi tra le sue ultime opere.
Ha una lunga relazione con Carlo Ripa di Meana, da cui si allontanerà per la sua vicinanza a quello che definirà "craxismo deleterio". Nel 1984 viene nominata corrispondente dell'Accademia Nazionale di San Luca a Roma, mentre dal 1995 al 1996 è presidente dell'Accademia di Belle Arti di Brera. Nel 2005 costituì, con Marco Buffoni, Francesca Fenaroli e Vittoria Massa, la Gae Aulenti Architetti Associati.

Muore il 31 ottobre 2012 a Milano all'età di 84 anni. Prima della sua scomparsa, il 16 ottobre viene insignita del premio alla carriera consegnatole dalla Triennale. In una nota ufficiale, il Presidente della Repubblica Giorgio Napolitano esprime il cordoglio per la scomparsa dell'Aulenti, ricordandola come: 
Il 7 dicembre 2012 viene inaugurata ed intitolata a suo nome la nuova grande piazza circolare situata al centro del complesso della Torre Unicredit di Milano.

## Opere architettoniche rilevanti

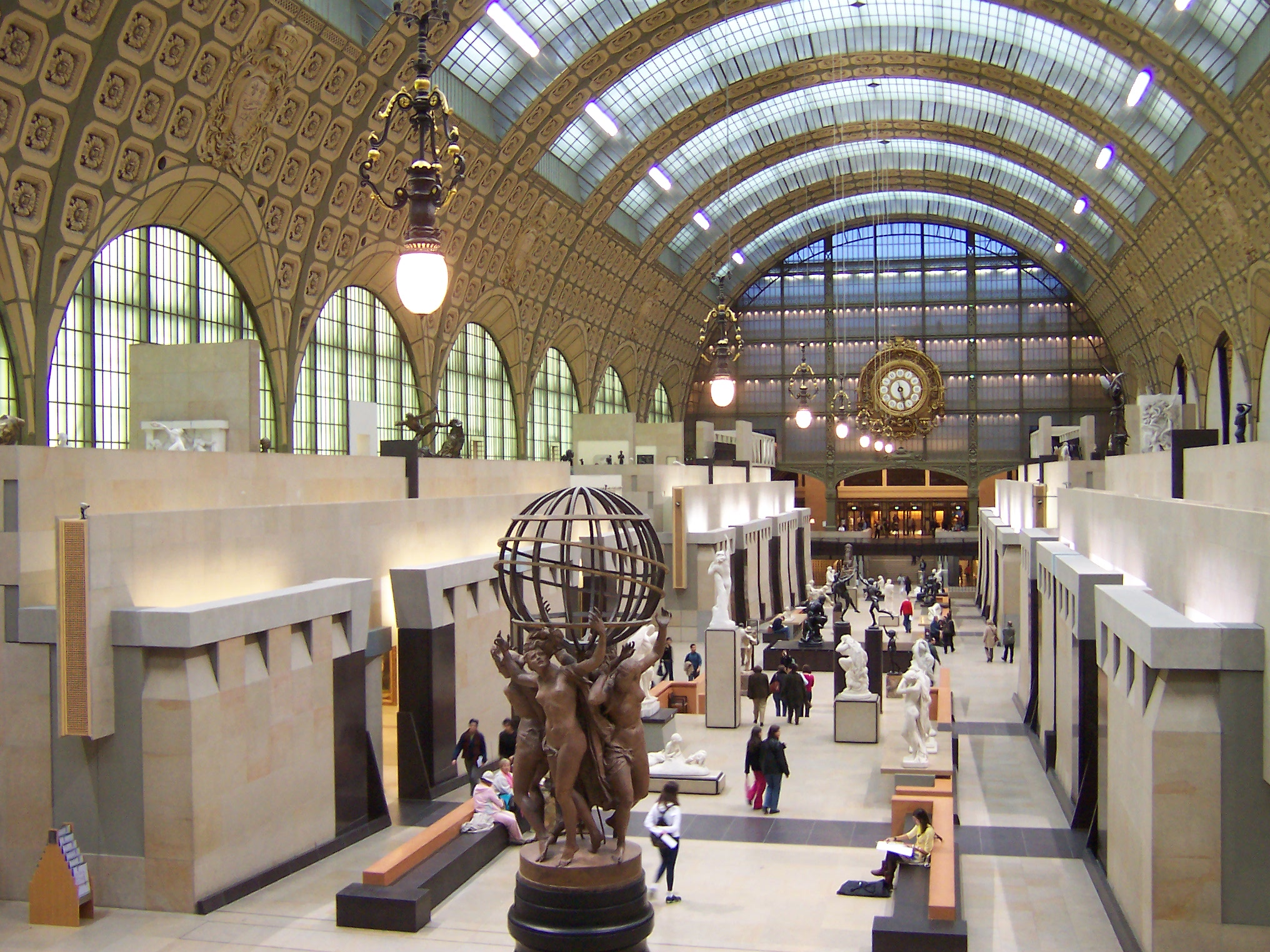
Allestimento del Museo d'Orsay a Parigi

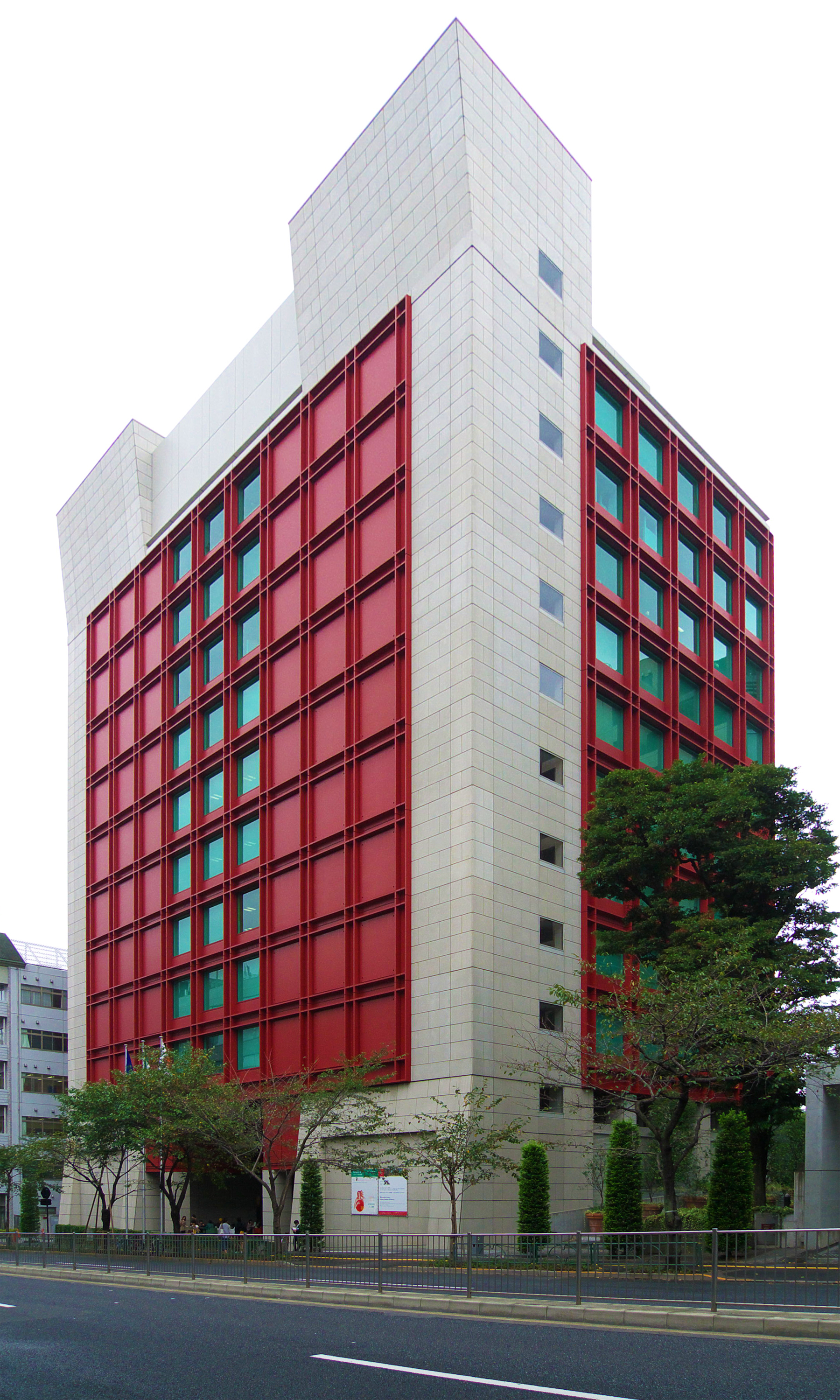
L'Istituto Italiano di Cultura a Tokyo

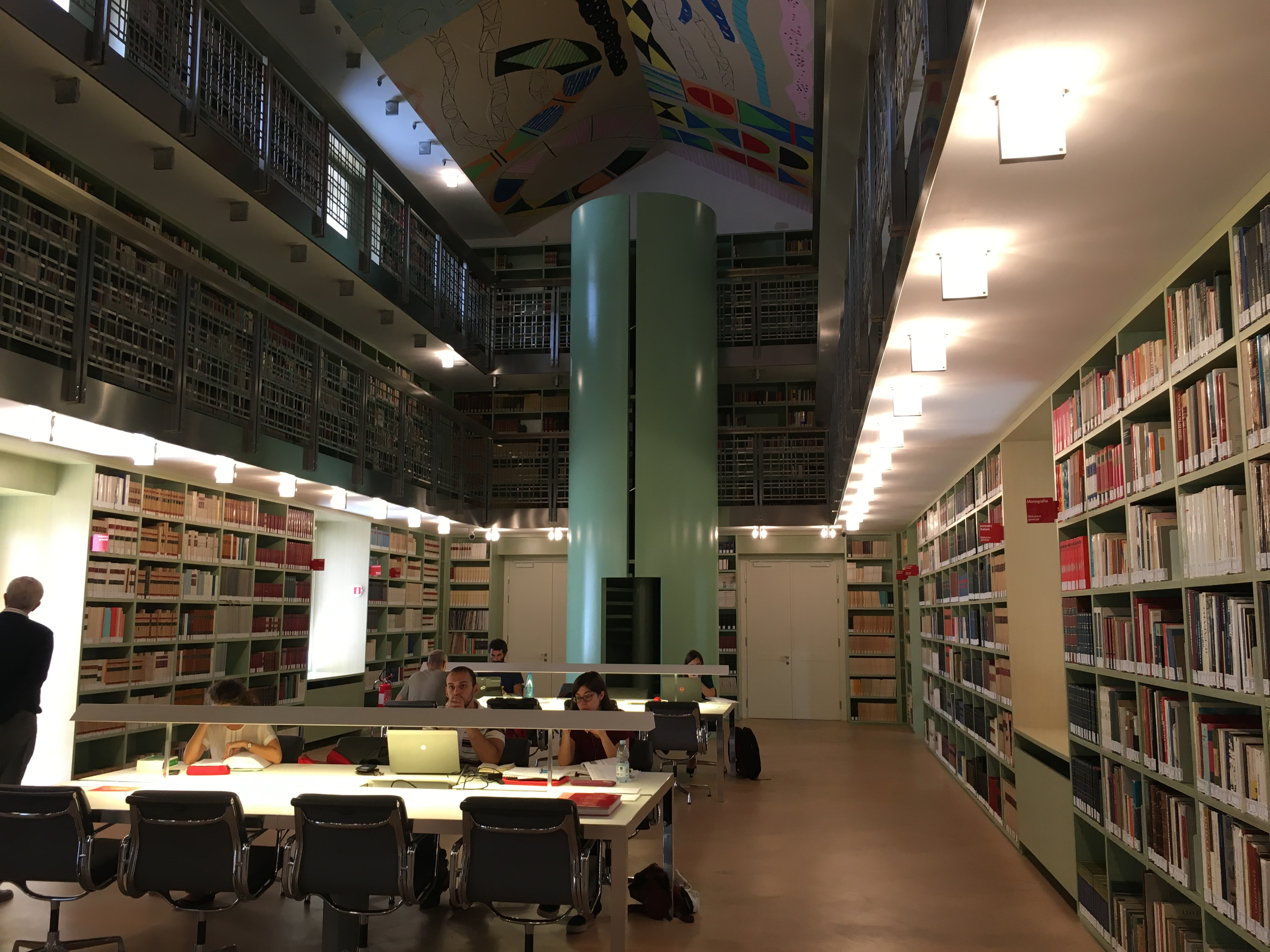
Biblioteca di Palazzo Branciforte a Palermo

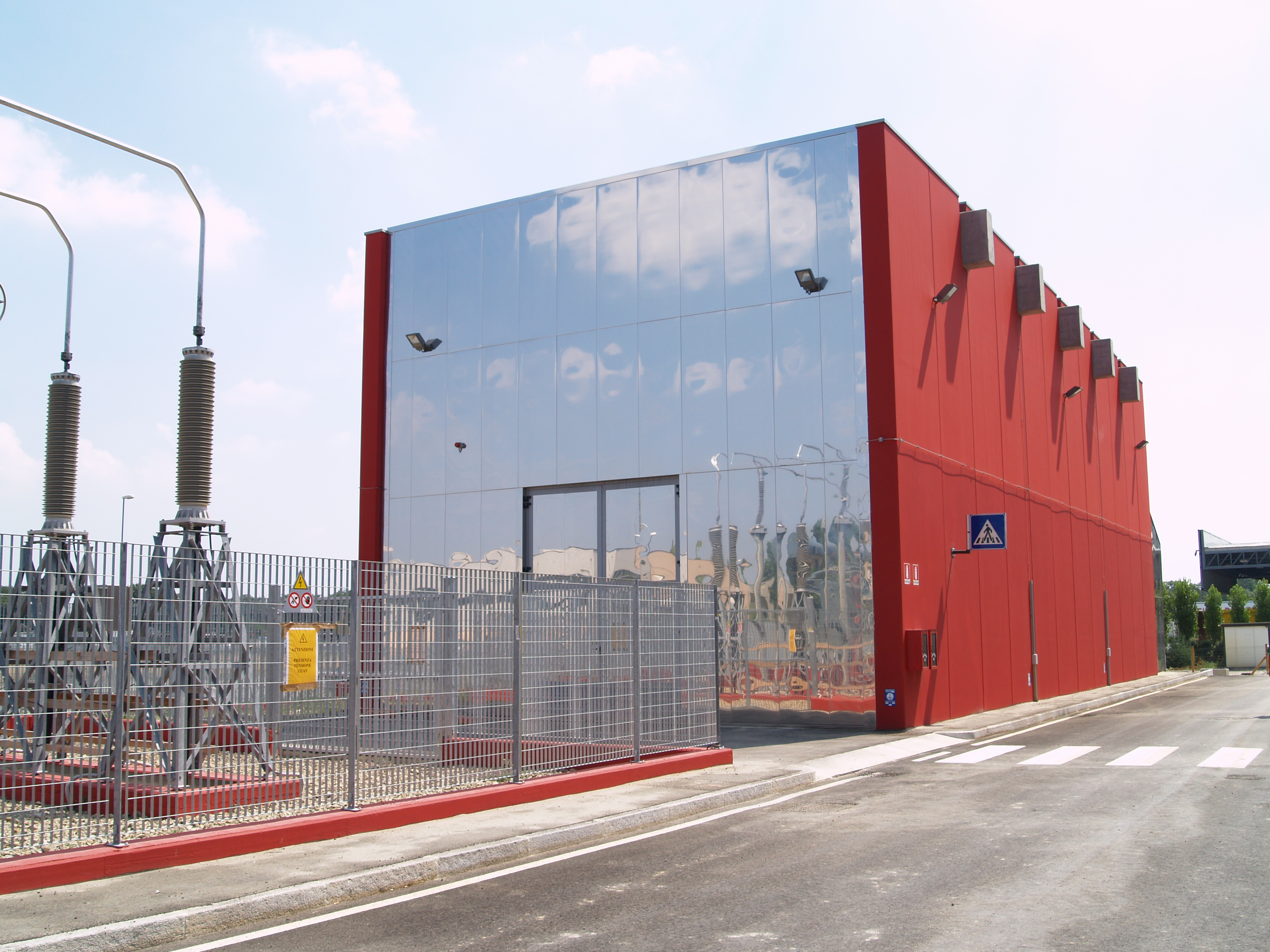
Fabbricato Alta Tensione Termovalorizzatore a Forlì

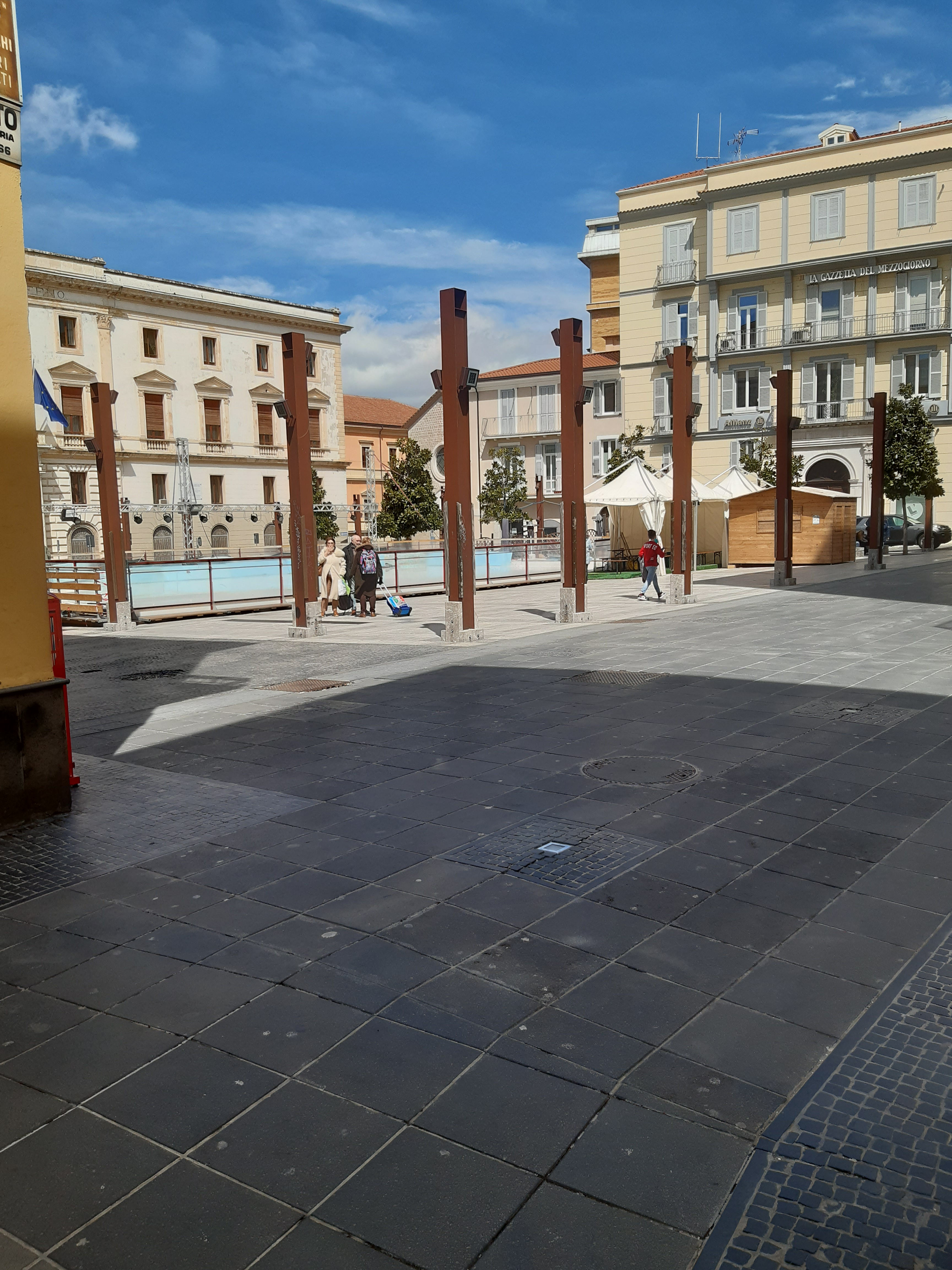
Piazza Mario Pagano a Potenza

Fra le sue opere sia architettoniche, che di design, si ricordano il Museo d'Orsay con il tema floreale delle lunette della volta (1980-86), tra le principali opere della corrente Neoliberty.
- 1960: percorso d'ingresso attraverso il Parco Sempione alla XII Triennale di Milano
- 1964: Progetta la serie di mobili per esterno Locus Solus
- 1965: Showroom di Olivetti a Parigi
- 1968: Showroom di Olivetti a Buenos Aires
- 1970: Casa di un collezionista - Ristrutturazione dell'appartamento di Gianni Agnelli a Milano
- 1973: residenza privata a Pisa
- 1975: residenza privata a Parma
- 1980/86: riqualificazione della Gare d'Orsay (Laloux) e allestimento del Museo d'Orsay, Parigi
- 1982/85: allestimento del Museo Nazionale d'Arte moderna presso il Centre Georges Pompidou, Parigi
- 1982: scenografia della prima rappresentazione moderna de Il viaggio a Reims di Rossini, Pesaro
- 1985/2004: Museo nazionale d'arte catalana[15], Barcellona
- 1985/86: ristrutturazione di Palazzo Grassi[15], Venezia
- dal 1987: Città degli studi e sede distaccata del Politecnico di Torino, collegio e nuova biblioteca a Biella
- 1990: residenza privata a Saint-Tropez
- 1990: ingresso alla stazione di Santa Maria Novella dal piazzale Montelungo
- 1992: padiglione italiano all'EXPO '92 a Siviglia
- 1996: piazza antistante la ex-stazione Leopolda (Firenze),
- 1996/2003: Asian Art Museum of San Francisco, San Francisco
- 1996: arredo urbano di piazza Ciullo e di piazza del Mercato, Alcamo
- 1996: restauro Palazzo Pubblico, San Marino
- 1998: ampliamento di una struttura alberghiera, Gerusalemme
- 1999: ristrutturazione dello “Spazio Oberdan”, Milano
- 1999: ristrutturazione delle ex-scuderie papali al Quirinale, Roma
- 1999/2002: stazioni metropolitane “Museo” e “Dante” della linea 1 e ridisegno delle piazze Cavour e Dante, Napoli
- 2000: arredo urbano di Piazzale Cadorna e ridefinizione della facciata della sede delle Ferrovie Nord, Milano
- 2000: realizzazione di un insediamento turistico-alberghiero nella Masseria Amastuola, Taranto
- 2001: nuovo edificio direzionale a Rimini
- 2001: Galleria di arti contemporanee e design a Villa Capriati, Bari[16]
- 2001: riqualificazione del Lungolago a Meina
- 2001: scuola materna a Villar Perosa
- 2003/05: ristrutturazione del Palavela per le Olimpiadi invernali Torino 2006 a Torino
- 2003: restauro del Castello Estense a Ferrara
- 2005: risistemazione piazza S. Giovanni a Gubbio
- 2005: Istituto di cultura italiano, Tokyo
- 2008: termovalorizzatore dei rifiuti di Forlì
- 2009: Biblioteca Tilane di Paderno Dugnano
- 2011/12: Perugia: ristrutturazione e ampliamento dell'Aeroporto San Francesco d'Assisi
- 2007-2012: Alessandria: restauro e riqualificazione di Palatium Vetus
- 2012: Potenza: restyling di Piazza Mario Pagano
- 2012: Palermo: Palazzo Branciforte, restauro e trasformazione in polo culturale polifunzionale[17]
- 2013: sede dell'Igiene Ambientale Hera di Cesena, che però non vide mai terminata perché morì il 31 ottobre 2012.

## Riconoscimenti
- Nel 1978 ricevette il Premio Ubu per la scenografia di Le Baccanti e La torre diretti da Luca Ronconi
- Nel 1991 ricevette il Premio Imperiale.[18]
- Nel 2007 le venne assegnato ex aequo il Marble Architectural Awards 2007.[19][20]
- Nel 2012 ricevette la medaglia d'oro alla carriera.[21]

## Archivio
Il suo archivio è stato ordinato ma è conservato presso privati; per la sua consultazione rivolgersi alla Soprintendenza archivistica e bibliografica della Lombardia. L'archivio è composto da 630 progetti di architettura (dal 1956 ad oggi) corrispondenti a circa 6 300 disegni su lucido (per lo più in formato A0) così suddivisi: 305 progetti in 120 tubi di cartone; 287 progetti in 8 cassettiere metalliche per disegni formato A0; 38 progetti in 4 cassettiere in legno per disegni formato A0. Materiale di progetto per scenografie teatrali/disegni a mano libera o colorati a mano conservati in 1 cassettiera in legno per disegni formato A0. Materiale fotografico in 303 cartelle a sospensione (formato A4) contenute in 4 cassettiere e in 32 cartelle in cartone. 7 modelli architettonici con teca di plexiglas. Solo per i progetti dal 1990 ad oggi: copie piegate dei disegni e corrispondenza relativa ai progetti in 340 faldoni.

## Opere
- Gae Aulenti, Vedere molto, Immaginare molto[26], Roma, Edizioni di Comunità (Collana Humana Civilitas), 2024, ISBN 9788832005684, in collaborazione con Archivio Gae Aulenti.